# Roquecourbe

Roquecourbe este o comună în departamentul Tarn din sudul Franței. În 2009 avea o populație de 2.257 de locuitori.

## Evoluția populației
| An        | 1975  | 1982  | 1990  | 1999  | 2006  | 2009  |
| --------- | ----- | ----- | ----- | ----- | ----- | ----- |
| Populație | 2.271 | 2.213 | 2.266 | 2.209 | 2.233 | 2.257 |